# Alain Lebeaupin
Alain Paul Lebeaupin (ur. 2 marca 1945 w Paryżu, zm. 24 czerwca 2021 w Rzymie) – francuski duchowny katolicki, arcybiskup, nuncjusz apostolski.

## Życiorys
28 czerwca 1975 otrzymał święcenia kapłańskie i został inkardynowany do diecezji Nicei. W 1977 rozpoczął przygotowanie do służby dyplomatycznej na Papieskiej Akademii Kościelnej.
7 grudnia 1998 został mianowany przez Jana Pawła II nuncjuszem apostolskim w Ekwadorze oraz biskupem tytularnym Vico Equense. Sakry biskupiej 6 stycznia 1999 udzielił mu papież Jan Paweł II.
14 stycznia 2005 został przeniesiony do nuncjatury w Kenii.
23 czerwca 2012 został przeniesiony do nuncjatury przy Unii Europejskiej z siedzibą w Brukseli. 16 listopada 2020 przeszedł na emeryturę.